# Gran Rabinato de Israel
El Gran Rabinato de Israel (en hebreo: הרבנות הראשית לישראל‎; transliterado: Ha-Rabanut Ha-Rashit Li-Yisra'el) es reconocido por la legislación israelí como la autoridad suprema rabínica y espiritual para el judaísmo en Israel. El consejo principal del Rabinato asiste a los dos rabinos principales, que alternan en su presidencia. El Rabinato tiene autoridad legal y administrativa para tratar temas religiosos para los judíos de Israel. También responde a las preguntas halájicas presentadas por los organismos públicos judíos en la Diáspora. El Consejo fija, guía y supervisa los organismos dentro de su autoridad.

## Funciones
El rabinato principal de Israel tiene dos rabinos mayores: uno asquenazí y uno sefardí —este último también conocido como Rishon LeZion—, quienes son elegidos por diez años. El actual rabino asquenazí es Kalman Ber y el rabino sefardí es David Yosef, que iniciaron sus mandatos en 2024.
El rabinato tiene jurisdicción sobre muchos aspectos de la vida judía en Israel. Su jurisdicción incluye asuntos de estado personal, como matrimonios judíos y divorcios judíos, así como enterramientos judíos, conversión al judaísmo, leyes kosher y certificación kosher, inmigrantes judíos a Israel (olim), supervisión de sitios sagrados judíos, trabajo con varios baños rituales (mikvaot) y yeshivás, y supervisar los tribunales rabínicos en Israel.
Los tribunales rabínicos forman parte del sistema judicial de Israel y son administrados por el Ministerio de Servicios Religiosos. Los tribunales tienen jurisdicción exclusiva sobre el matrimonio y el divorcio de los judíos y tienen competencia paralela con los tribunales de distrito en materia de estatus personal, pensión alimenticia, manutención de los hijos, custodia y herencia. Los veredictos judiciales religiosos son implementados y ejecutados -como el sistema de tribunales civiles- por la policía, la oficina del alguacil y otras agencias.
Es el rabinato el que define el estatus judío de una persona, y por lo tanto la pertenencia a la comunidad confesional judía y el alcance de su jurisdicción. Aplica una estricta interpretación halájica en cuanto a la pertenencia a la comunidad judía.

## Historia
El rabinato fue establecido por el gobierno del Mandato Británico en Palestina en 1921, al igual que admitió el liderazgo árabe del gran muftí de Jerusalén.
Estas instituciones continuaron existiendo después de la creación del Estado de Israel en 1948. Los judíos ultraortodoxos (jaredí) no aceptan la autoridad del rabinato y son dirigidos por sus propios rabinos, a pesar de enviar a sus representantes como competidores y tratar de influir políticamente dentro de la institución del gran rabinato.
De acuerdo con la ley israelí, los dos cargos de grandes rabinos o rabinos jefes existen en el Estado y en cuatro rabinatos municipales; en la ciudad de Jerusalén, en Tel Aviv, en Haifa y en Beer Sheva. En todas las otras ciudades, pueden elegir un solo rabino para conducir el rabinato local, y no es llamado rabino jefe o gran rabino. Muchos de los rabinos jefes fueron rabinos de ciudades israelíes anteriormente.
La jefatura principal del rabinato se encuentra en el edificio Beit Yahav, en la calle Yirmiyahu, en Jerusalén. La antigua sede de la institución, el edificio Heichal Shlomo, sirve desde 1992 principalmente como museo.

## Grandes rabinos de Israel
Lista de grandes rabinos que han regido el rabinato desde la creación del estado de Israel en 1948, momento en el cual el gran rabinato se renovó. Hasta 1973, los grandes rabinos de Israel fueron nombrados de por vida. Desde entonces, su mandato se ha limitado a diez años.

### Asquenazí

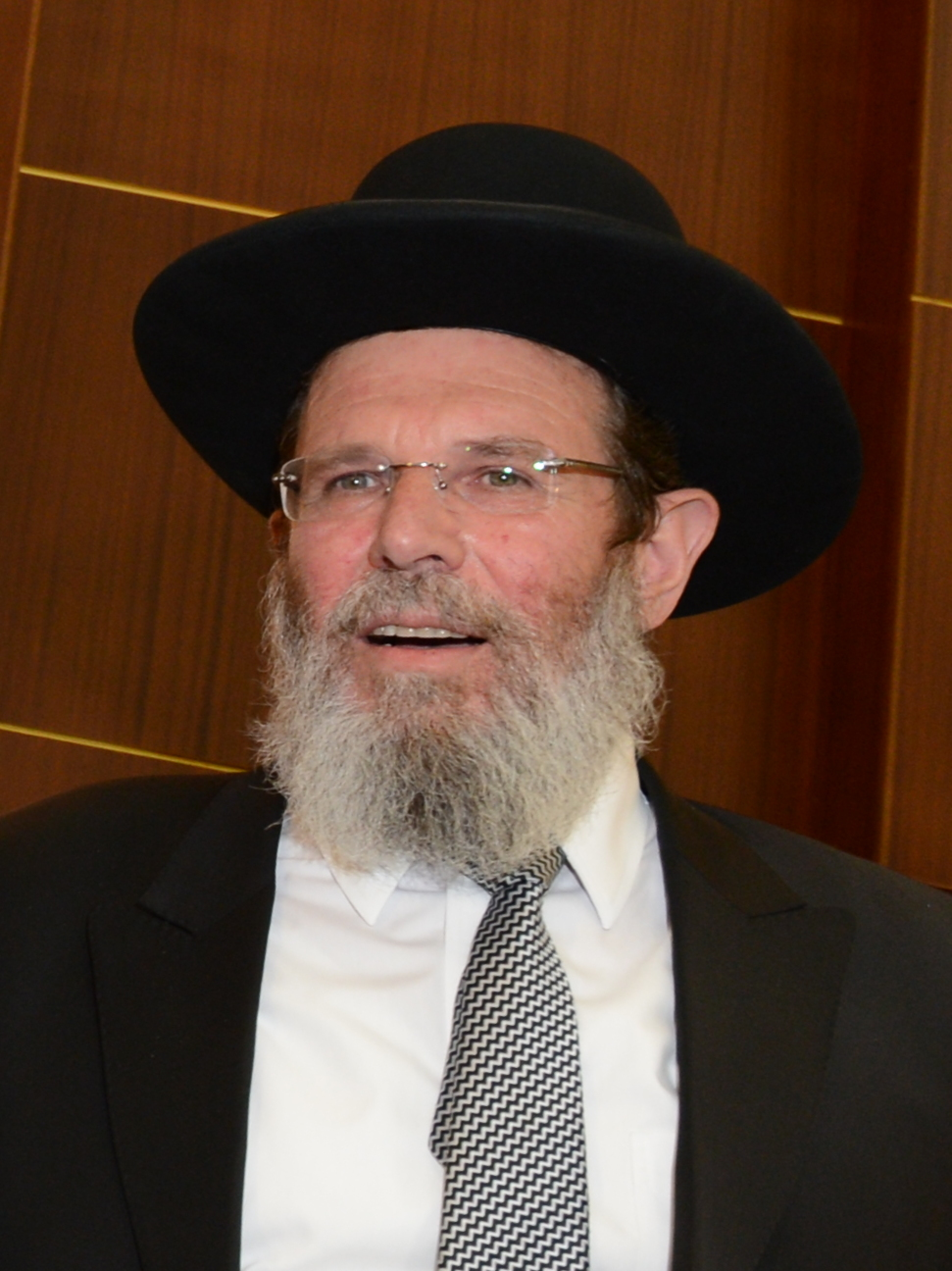
Kalman Ber, gran rabino asquenazí desde 2024

- Yitzhak HaLevi Herzog (1949–1959)
- Isser Yehuda Unterman (1964–1973)
- Shlomo Goren (1973–1983)
- Avraham Shapira (1983–1993)
- Yisrael Meir Lau (1993–2003)
- Yona Metzger (2003–2013)
- David Lau (2013–2024)
- Kalman Ber (2024-presente)

### Sefardí

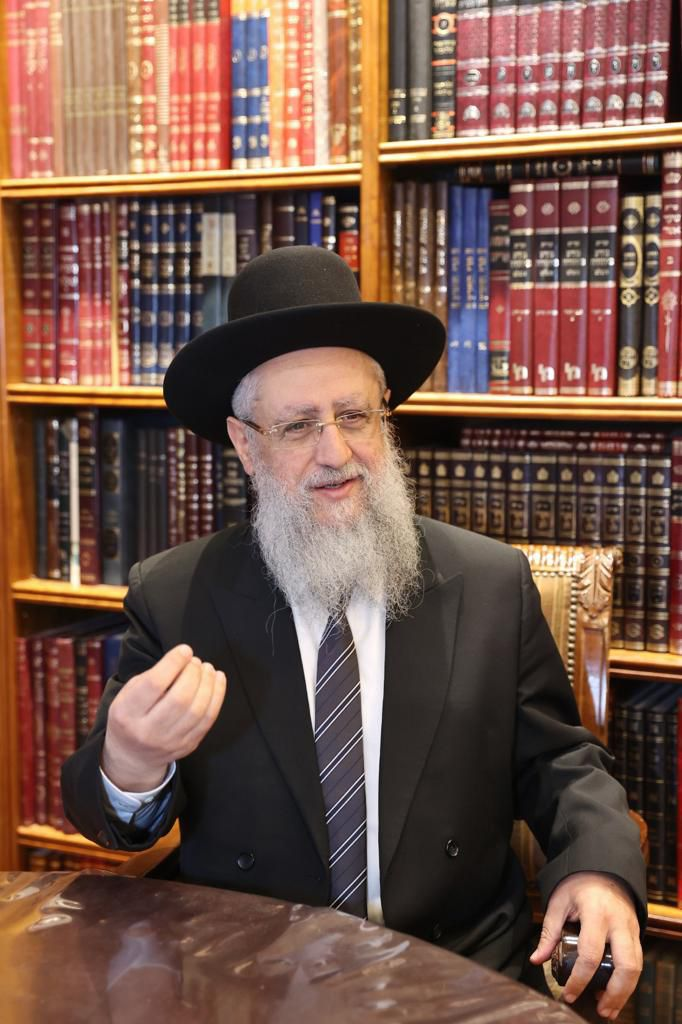
David Yosef, gran rabino sefardí desde 2024

- Benzion Uziel (1948–1954)
- Yitzhak Nissim (1955–1973)
- Ovadia Yosef (1973–1983)
- Mordechai Eliyahu (1983–1993)
- Eliyahu Bakshi-Doron (1993–2003)
- Shlomo Amar (2003–2013)
- Yitzhak Yosef (2013–2024)
- David Yosef (2024-presente)